# Mohamed Rabbae

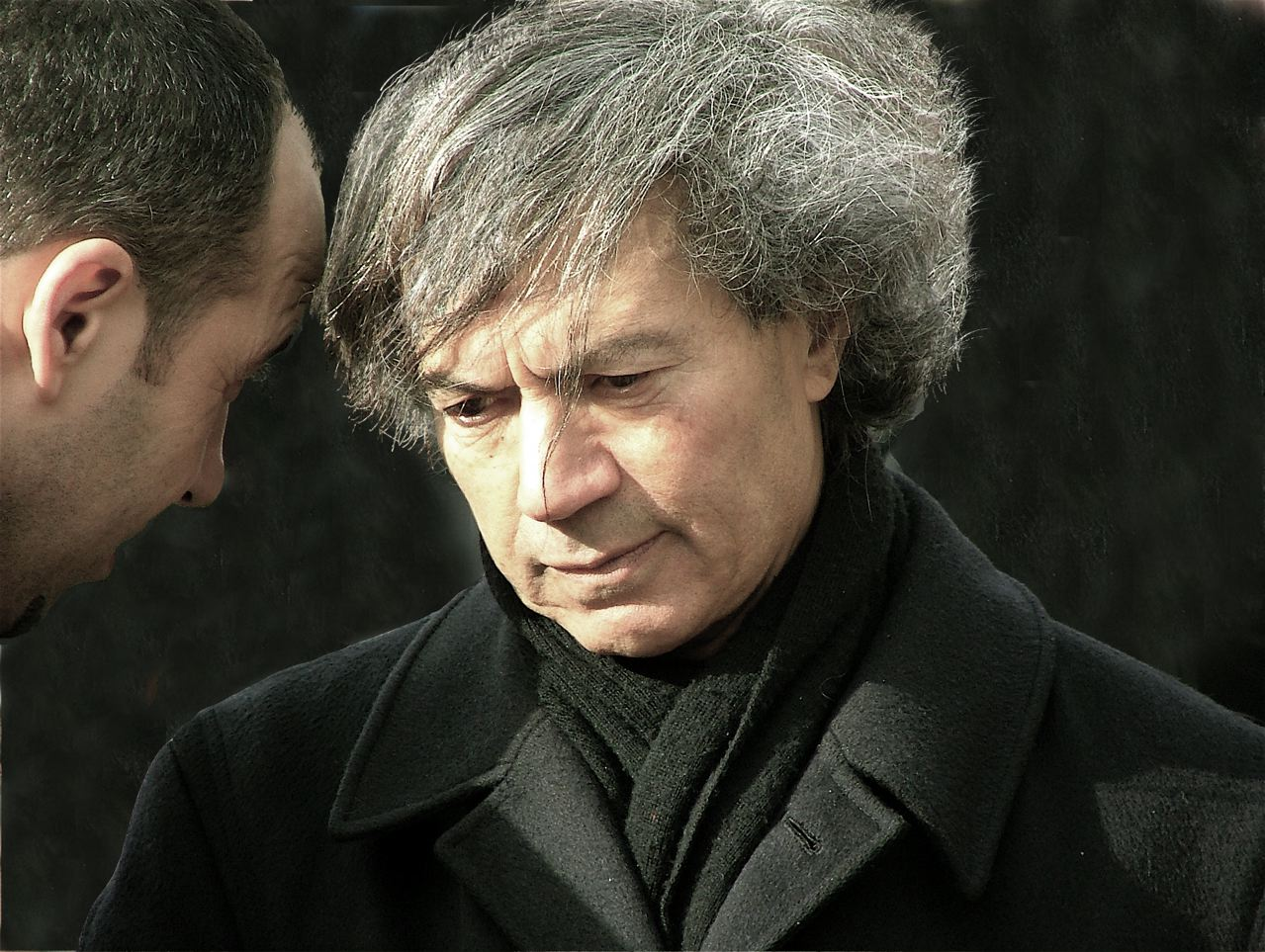
Mohamed Rabbae (2008)

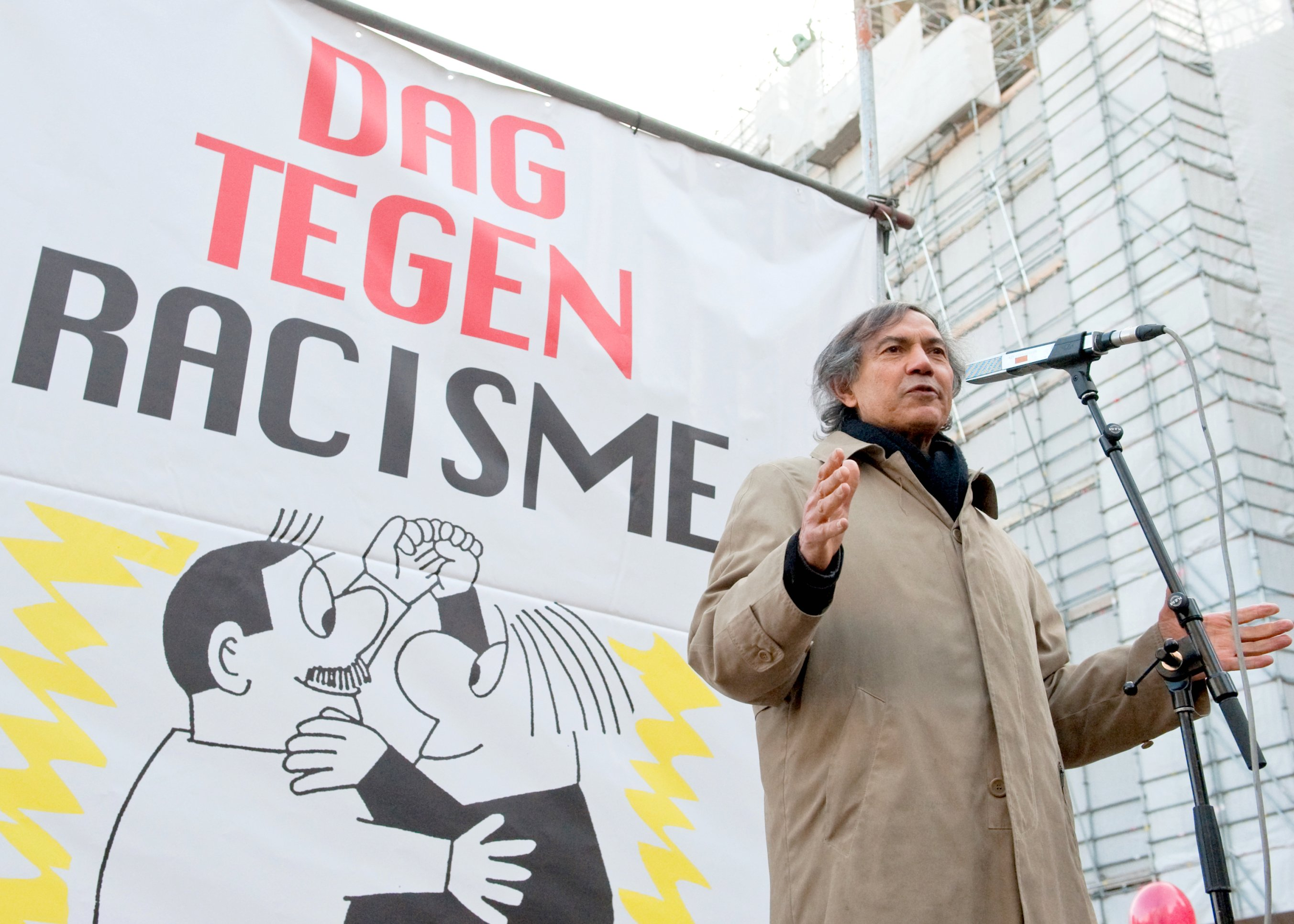
Rabbae während des Internationalen Tags gegen Rassismus (2010)

Mohamed Rabbae (* 8. März 1941 in Berrechid, Marokko; † 17. Mai 2022 in Amersfoort, Niederlande) war ein niederländischer politischer Aktivist und Politiker marokkanischer Abstammung.

## Lebenslauf
Im Jahr 1966 floh der Philosophiestudent Rabbae aus Marokko in die Niederlande; zu diesem Zeitpunkt wurden in dem nordafrikanischen Land Aktivisten gegen das Regime von König Hassan II. verfolgt, und Rabbae, der Mitglied einer sozialistischen Studentenbewegung war, hatte Angst, ebenfalls verhaftet zu werden.
In den Niederlanden absolvierte er in Amsterdam ein Studium in Wirtschaftswissenschaften. Anschließend war er als Arbeiter in einer Konservenfabrik und Verkäufer in einem Warenhaus tätig. Zu der Zeit war er auch an verschiedenen Aktionen für die Rechte von Ausländern beteiligt, darunter der Vorfall um die 182 sogenannten „Kirchenmarokkaner“ (kerkmarokkanen), die nach einem gescheiterten Asylantrag durch die damalige Justizstaatssekretärin Elberta Haars von der Abschiebung bedroht wurden. Anfang der 80er Jahre wurde er Direktor der Stiftung Ausländer West-Brabant, von 1983 bis 1994 war er Direktor des niederländischen Zentrum für Ausländer (Nederlands Centrum Buitenlanders, NCB).
Im Jahr 1994 wurde er Mitglied der Zweiten Kammer des niederländischen Parlaments für die Partei GroenLinks. Er wurde zu den Parlamentswahlen 1994 in einem internen Referendum zusammen mit Ina Brouwer zur doppelten Parteispitze gewählt. Während der Wahlkampagne wurde im NRC Handelsblad ein Interview mit ihm veröffentlicht, in dem er erklärte, er habe Verständnis für Menschen, die das Buch Die satanischen Verse von Salman Rushdie verbieten lassen wollen. Der demokratische Versuch solch ein Buch zu verbieten sei ihm zufolge „der bessere Weg als der von Khomeini und anderen düsteren Mächten“.
Im Jahr 2002 verlor Rabbae seinen Sitz im Parlament. Anschließend war er eine Zeitlang Ratsmitglied in Leiden, trat allerdings am ersten Tag, an dem er seine Tätigkeit aufnehmen konnte, nachdem er längere Zeit krankheitsbedingt ausgefallen war, zurück, da er die politische Verantwortung übernehmen musste, für Fehler, die während seiner Abwesenheit gemacht worden waren.
2010 bezeichnete er auf einer Demonstration gegen die rechtspopulistische PVV deren Chef Geert Wilders als „faschistisch“. Mit dieser Äußerung habe Rabbae nicht im Namen der Partei gesprochen, kritisierte die GroenLinks-Vorsitzende Femke Halsema. Daraufhin erklärte Rabbae aufgrund schon länger anhaltender Differenzen seinen Austritt aus der Partei.